# یواس‌اس پرزیدیو (ای‌پی‌ای-۸۸)
یواس‌اس پرزیدیو (ای‌پی‌ای-۸۸) (به انگلیسی: USS Presidio (APA-88)) یک کشتی بود که طول آن ۴۲۶ فوت (۱۳۰ متر) بود. این کشتی در سال ۱۹۴۵ ساخته شد.

## جوایز
به USS Presidio (APA-88) به خاطر موفقیت در جنگ جهانی دوم ستاره نبرد اعطا شد .